# Rutiderma darbyi
Rutiderma darbyi är en kräftdjursart som beskrevs av Louis S. Kornicker 1983. Rutiderma darbyi ingår i släktet Rutiderma och familjen Rutidermatidae. Inga underarter finns listade i Catalogue of Life.